# Godred Crovan
Godred Crovan también Gofraidh Crobhán (irlandés antiguo: Gofraid mac meic Arailt; Gofraid Méranech; nórdico antiguo: Guðrøðr; idioma manes: Gorree Crovan) (m. 1095) fue un caudillo hiberno-nórdico, monarca del reino de Dublín y rey de Mann y las islas durante la segunda mitad del siglo XI, apodado Manos Blancas, el primero de los Uí Ímair en recuperar el trono de Dublín después de casi 20 años tras la caída de Gofraid mac Amlaib mac Ragnaill en 1072 y posterior supremacía y gobierno de las dinastías irlandesas.

## Etimología
El epíteto Crovan puede significar "mano blanca" (del irlandés medio: crobh bhan) o bien puede tener su origen en el gaélico, Méranech, que significa "furioso". Crovan debería derivar también de crúbach, "garra", o del nórdico antiguo kruppin ("inválido"). En el folclore de la Isla de Man se le conoce como King Orry.

## Estirpe
En la cita sobre la muerte de Godred en los Anales de Tigernach le denominan Gofraid mac meic Aralt o Godred, nieto de Harald (literalmente hijo del hijo de Harald) por lo que se ha sugerido que Godred era hijo, o sobrino, del rey hiberno-nórdico Ímar mac Arailt (o Ivar III Haraldsson) que gobernó el reino de Dublín desde 1038 a 1046, quien era a su vez sobrino de Sigtrygg Silkiskegg y nieto de Amlaíb Cuarán. Esta estirpe implica que Godred Crovan pertenecía a la dinastía de Uí Ímair. Las Crónicas de Mann cita a Godred como hijo de Harald el Negro de Ysland, muchas veces interpretado como Islay, Irlanda o Islandia; Hudson resalta que en este caso Ysland se refiere a Irlanda, y le convierte en uno de los supervivientes de la derrota de la batalla de Stamford Bridge donde perdió la vida el rey Harald Hardrada el 25 de septiembre de 1066. Las crónicas cita que Godred se refugió con su pariente Godred Sigtryggsson, por entonces rey de Man. Los anales irlandeses recogen que Godred estaba bajo el gobierno del rey irlandés de Dublín, Murchad mac Diarmata hijo de Diarmait mac Maíl na mBó de la dinastía Uí Cheinnselaig. Tanto Godred Sigtryggsson como Murchad murieron en 1070 y el gobierno de la Isla de Man pasó al hijo de Godred, Fingal Godredson.

## Invasiones de la Isla de Man
En 1079, las Crónicas de Mann citan que Godred Crovan invadió la isla tres veces:
En el año 1056 [1079], Godred Crovan reunió un número de naves y fue a Man; dio batalla a los nativos pero fue derrotado y forzado a escapar. La segunda vez, de nuevo reunió un ejército y una flota, fue a Man, se enfrentó a los maneses y fue derrotado en batalla. La tercera vez reunió a un número superior de seguidores, apareció de noche en el puerto de Ramsey y ocultó a 300 hombres en un bosque, en la pendiente de una colina llamada Sky Hill. Al amanecer, los hombres de Man se posicionaron en orden de batalla y, con un empuje poderoso se encontró con Godred. Durante el calor de la contienda, los 300 hombres emboscados en la retaguardia provocaron el desorden de los maneses, y se vieron obligados a escapar.

## Conquista y pérdida de Dublín
Las Crónicas dicen, y las fuentes irlandesas lo confirman, que Godred tomó el reino de Dublín aunque la fecha no se conoce con certeza. En 1087 los Anales de Úlster recogen que "los nietos de Ragnall" fueron asesinados durante la expedición a la isla de Man. En 1094 Godred fue obligado a abandonar Dublín por la embestida de Muirchertach Ua Briain. Godred murió al año siguiente, «de peste» según los anales de los cuatro maestros, en Islay.

## Legado
Godred dejó tres hijos conocidos, Lagman, Olaf y Harald. Harald fue derrotado por Lagmann y desaparece de los registros históricos, pero los descendientes de Lagmann y Olaf gobernaron el reino de las islas hasta que apareció Somerled y sus hijos, quienes gobernaron la Isla de Man hasta 1265 con la anexión de Alejandro III de Escocia que significó el final del territorio como reino. En 1275 Godred Magnusson hijo del último rey de Man intentó apoderarse de la isla.